# 탄소차단철도
탄소차단철도(영어: Carbon Cut Off Railway)는 미국 와이오밍주에 있는 철도 노선이다.
1892년 기준, 철도는 17.16 마일 (27.62 km)을 운행한 것으로 조사되었다.